# 中国共产党第四届中央执行委员会
中国共产党第四届中央执行委员会是1925年1月由中国共产党第四次全国代表大会选举产生的中国共产党中央执行委员会。其任期至1927年4月。其组成人员为：

## 人员
- 中央执行委员会总书记：陈独秀

- 中央执行委员会委员（9人）：

陈独秀　李大钊　蔡和森　张国焘　项英　瞿秋白　彭述之　谭平山　李维汉
| 陈独秀 | 李大钊 | 蔡和森 | 张国焘 | 项英 | 瞿秋白 | 彭述之 | 谭平山 | 李维汉 |

- 中央执行委员会候补委员（5人）：

邓培　王荷波　罗章龙　张太雷　朱锦棠
| 邓培 | 王荷波 | 罗章龙 | 张太雷 | 朱锦棠 |